# Hypnum tundrae
Hypnum tundrae là một loài Rêu trong họ Hypnaceae. Loài này được (Arnell) Kindb. mô tả khoa học đầu tiên năm 1891.